# Richard Haupt (Fußballspieler)
Richard Haupt (* 1. November 1882; † unbekannt) war ein deutscher Fußballspieler.

## Karriere
Haupt begann 1899 gemeinsam mit seinem zwei Jahre jüngeren Bruder Otto beim BFC Hertha 92 mit dem Fußballspielen, zunächst im Verband Berliner Ballspielvereine, ab dem 29. April 1911 im Verband Brandenburgischer Ballspielvereine als Dachverband aller Fußballvereine aus Berlin und der Provinz Brandenburg.
Ihren ersten regionalen Titel gewannen die Brüder am Saisonende 1905/06; mit einem Punkt Vorsprung vor dem BFC Preussen wurden sie Berliner Meister. Mit diesem Erfolg waren sie mit ihrem Verein auch als Teilnehmer an der Endrunde um die Deutsche Meisterschaft qualifiziert. Über das am 29. April 1906 in Dresden gegen den SC Schlesien Breslau mit 7:1 gewonnene Viertelfinale – unter anderem mit dem zweiten Brüderpaar der Herthaner, Julius und Max Haase – erreichten sie das am 6. Mai 1906 in Berlin angesetzte Halbfinale. In einem eng umkämpften Spiel gegen den VfB Leipzig – gegen den Richard Haupt das Tor zum 2:2 erzielte – verloren sie am Ende mit 2:3 gegen den späteren Deutschen Meister.
Seinem Verein blieb er bis 1919 treu, obwohl er sein letztes Punktspiel bereits am letzten Spieltag der Saison 1917/18 beim 3:1-Auswärtserfolg über den BFC Preussen bestritt, bis dahin wurde er noch dreimal Berliner Meister. Mit dem andauernden Ersten Weltkrieg wurden ihm weitere Endrundenspiele um die Deutsche Meisterschaft verwehrt, da keine ausgetragen wurden.

## Erfolge
- Berliner Meister 1906, 1915, 1917, 1918